# Коноковское сельское поселение
Коноковское сельское поселение — муниципальное образование в Успенском районе Краснодарского края России.
В рамках административно-территориального устройства Краснодарского края ему соответствует Коноковский сельский округ.
Административный центр и единственный населённый пункт — село Коноково.

## История
В 1918 году был образован Коноковский сельский совет.
В соответствии с указом Президента РФ от 22 августа 1991 года № 754 и распоряжением главы администрации Краснодарского края от 19 декабря 1991 года № 756-р, по постановлению главы администрации Коноковского сельсовета от 21 января 1992 года № 1, исполком Коноковского Совета народных депутатов и его структуры были ликвидированы и образована администрация Коноковского сельсовета.
С июня 1996 года ликвидирована администрация Коноковского сельсовета и переименована в администрацию Коноковского сельского округа. В связи с приятием Федерального Закона №131-ФЗ от 23.10.2003 г. «Об общих принципах организации местного самоуправления в Российской Федерации» администрация Коноковского сельского округа переименована в администрацию Коноковского сельского поселения.

## Население
| 2002  | 2010  | 2012  | 2013  | 2014  | 2015  | 2016  |
| ----- | ----- | ----- | ----- | ----- | ----- | ----- |
| 7411  | ↗7880 | ↘7867 | ↗7929 | ↗7958 | ↗7992 | ↗7999 |
| 2017  | 2018  | 2019  | 2020  | 2021  | 2023  |       |
| ↘7990 | ↘7956 | ↘7899 | ↘7859 | ↗8353 | ↘8235 |       |

## Экономика
Земли сельскохозяйственных угодий чернозёмные, местность равнинная, хорошо приспособленная к земледелию. На полях выращивают озимую пшеницу, подсолнечник, сахарную свеклу, кукурузу.
Активно развиваются личные подсобные хозяйства, сегодня их уже 2604. В них выращивается крупный рогатый скот, свиньи, овцы, козы, лошади и птицы. В селе построено 19 теплиц общей площадью 4107 м².
На территории Коноковского сельского поселения расположены крупные предприятия и организации:
- ОАО «Коноковский элеватор»,
- ООО «Коноковский молочный завод № 1»,
- ОАО «Успенское предприятие по обеспечению топливом населения, учреждений и организаций»,
- ООО «Агросервис Урупский»,
- ООО «Дорожно-эксплуатационное предприятие-23» (ООО «ДЭП-23»),
- ООО «Агрофирма «Агросахар»,
- Филиал ООО «Газпром»,
- Краснодарское управление подземного хранения газа,
- МУП «Вертикаль».

## Социальная сфера
Имеется 2 школы (МОУСОШ №4, МОУООШ №15), 3 детских сада (МОУДОУ № 2, 9, 21), церковь, часовня, врачебная амбулатория с дневным стационаром, Дом культуры «Юбилей», сельский клуб посёлка Кирпичного завода, железнодорожная станция, 52 магазина.